# From Fear to Eternity
Albums de Iron Maiden
The Final Frontier
(2010) En Vivo!
(2012)
Singles
From Fear to Eternity: The Best of 1990 - 2010 est la cinquième compilation du groupe de heavy metal traditionnel britannique Iron Maiden, qui contient deux CD : le premier contenant 12 titres, le deuxième en contenant 11. Cette compilation regroupe les meilleures musiques du groupe depuis 1990 jusqu'à 2010. L'album a été annoncé le 15 mars 2011 pour une sortie le 23 mai 2011 publié chez EMI, mais la date fut reportée au 6 juin 2011.

## Pochette
La pochette de l'album, créée par Melvyn Grant, reprend des éléments des derniers albums sortis entre 1990 et 2010 : Eddie a une cape et une faux pour Dance of Death, il y a un tank pour A Matter of Life and Death, on peut reconnaître l'arbre de Fear of the Dark, sur le tank, le logo "Cross-Keys" de The Final Frontier apparaît à la place du Eddie soldat, un X est gravé dans l'arbre pour symboliser The X Factor, sur le côté se trouve la pierre tombale de No Prayer For The Dying,  et à l'arrière plan, on peut apercevoir le célèbre Wicker Man, après s'être fait brûler, et les bâtiments incendiés de Virtual XI, en plus des âmes des défunts.

## Liste des titres
| 1.  | The Wicker Man                      | Harris, Smith, Dickinson  | Brave New World            | 4:36  |
| 2.  | Holy Smoke                          | Harris, Dickinson         | No Prayer for the Dying    | 3:39  |
| 3.  | El Dorado                           | Harris, Smith, Dickinson  | The Final Frontier         | 6:49  |
| 4.  | Paschendale                         | Harris, Smith             | Dance of Death             | 8:27  |
| 5.  | Different World                     | Harris, Smith             | A Matter of Life and Death | 4:18  |
| 6.  | Man on the Edge (live)              | Gers, Bayley              | The X Factor               | 4:33  |
| 7.  | The Reincarnation of Benjamin Breeg | Harris, Murray            | A Matter of Life and Death | 7:21  |
| 8.  | Blood Brothers                      | Harris                    | Brave New World            | 7:14  |
| 9.  | Rainmaker                           | Harris, Dickinson, Murray | Dance of Death             | 3:49  |
| 10. | Sign of the Cross (live)            | Harris                    | The X Factor               | 10:51 |
| 11. | Brave New World                     | Harris, Dickinson, Murray | Brave New World            | 6:20  |
| 12. | Fear of the Dark (live)             | Harris                    | Fear of the Dark           | 7:51  |

| 13. | Be Quick or Be Dead                     | Gers, Dickinson          | Fear of the Dark           | 3:24  |
| 14. | Tailgunner                              | Harris, Dickinson        | No Prayer for the Dying    | 4:15  |
| 15. | No More Lies                            | Harris                   | Dance of Death             | 7:22  |
| 16. | Coming Home                             | Harris, Dickinson, Smith | The Final Frontier         | 5:53  |
| 17. | The Clansman (live)                     | Harris                   | Virtual XI                 | 9:28  |
| 18. | For the Greater Good of God             | Harris                   | A Matter of Life and Death | 9:24  |
| 19. | These Colours Don't Run                 | Harris, Dickinson, Smith | A Matter of Life and Death | 6:53  |
| 20. | Bring Your Daughter... to the Slaughter | Dickinson                | No Prayer for the Dying    | 4:44  |
| 21. | Afraid to Shoot Strangers               | Harris                   | Fear of the Dark           | 6:56  |
| 22. | Dance of Death                          | Harris, Gers             | Dance of Death             | 8:37  |
| 23. | When the Wild Wind Blows                | Harris                   | The Final Frontier         | 11:02 |

## Musiciens
- Bruce Dickinson : chant
- Dave Murray : guitare
- Janick Gers : guitare
- Adrian Smith : guitare (sauf sur les titres Holy Smoke, Tailgunner, Be Quick or Be Dead, Afraid to Shoot Strangers et Bring Your Daughter... to the Slaughter)
- Steve Harris : basse, claviers
- Nicko McBrain - batterie

### Musicien additionnel
- Michael Kenney - claviers (sur Sign of the Cross, Afraid to Shoot Strangers, Fear of the Dark et The Clansman)